# Philautus petersi
Philautus petersi är en groddjursart som först beskrevs av George Albert Boulenger 1900.  Philautus petersi ingår i släktet Philautus och familjen trädgrodor. IUCN kategoriserar arten globalt som livskraftig. Inga underarter finns listade i Catalogue of Life.